# Why Does It Hurt So Bad
Why Does It Hurt So Bad è una canzone della cantante Whitney Houston pubblicato nel 1996 come ultimo singolo estratto dalla colonna sonora del film Waiting to Exhale.

## Tracce
1. Why Does It Hurt So Bad [Album Version]
2. Why Does It Hurt So Bad [Live]
3. I Wanna Dance With Somebody (Who Loves Me) [Junior's Happy Hand Bag Mix]
4. I Wanna Dance With Somebody (Who Loves Me) [Junior's X-Beat Dub]